# Dysschema romani
Dysschema romani là một loài bướm đêm thuộc phân họ Arctiinae, họ Erebidae.